# Balanites roxburghii
Balanites roxburghii là một loài thực vật có hoa trong họ Zygophyllaceae. Loài này được Planch. miêu tả khoa học đầu tiên năm 1854.